# Plougasnou
Plougasnou is een gemeente in het Franse departement Finistère (regio Bretagne). De plaats maakt deel uit van het arrondissement Morlaix. Plougasnou telde op 1 januari 2022 3.035 inwoners.

## Geografie
De oppervlakte van Plougasnou bedroeg op 1 januari 2022 33,94 vierkante kilometer; de bevolkingsdichtheid was toen 89,4 inwoners per km².

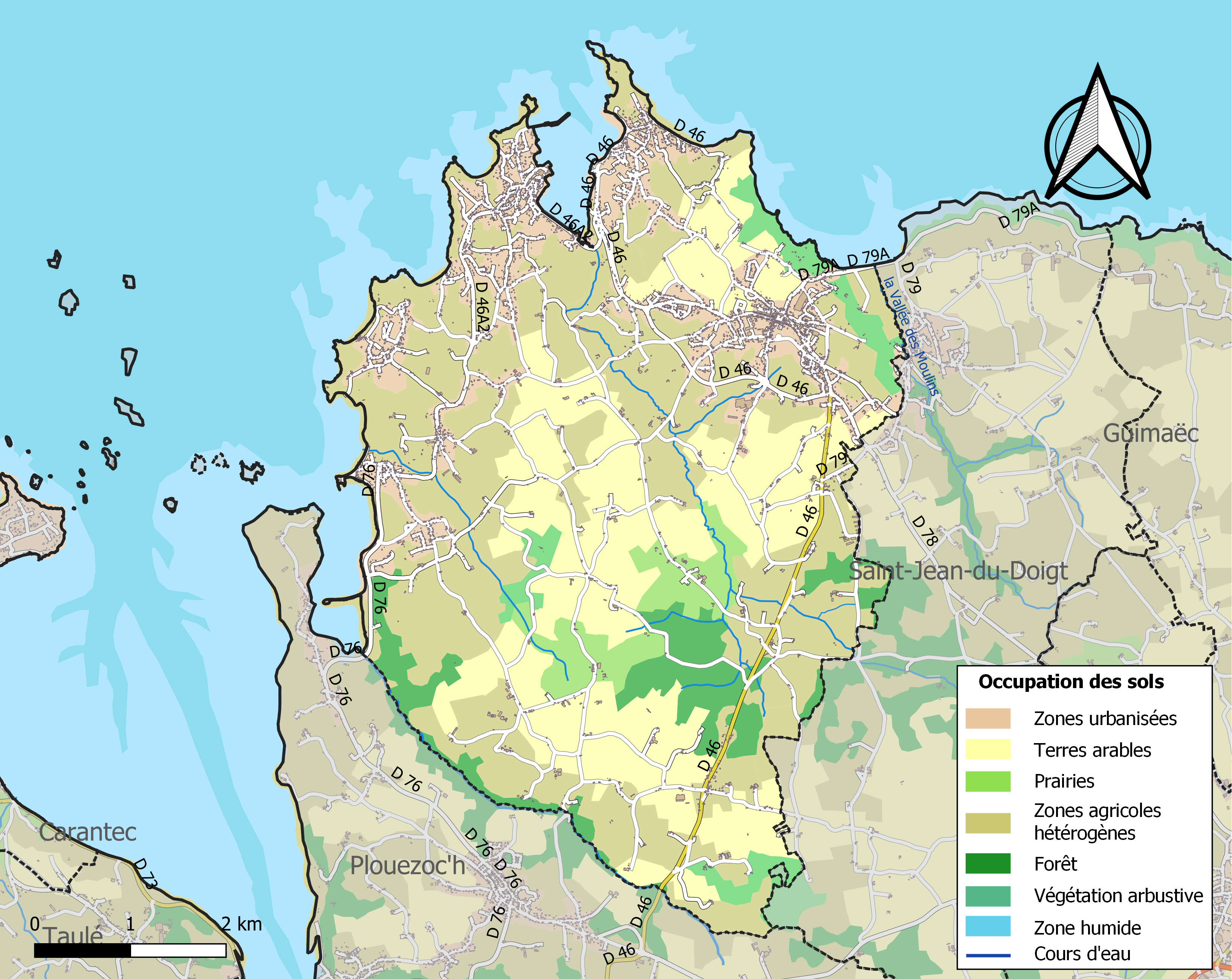
Kaart van de gemeente met belangrijkste infrastructuur, bodemgebruik en omliggende gemeenten

## Demografie
Onderstaande figuur toont het verloop van het inwonertal (bron: INSEE-tellingen).